# Дашийн Данзанванчиг
Дашийн Данзанванчиг (монг. Дашийн Данзанваанчиг; 1918, Иххэт — 1981) — майор Монгольской народно-революционной армии, Герой Монгольской Народной Республики (1945).

## Биография
Призван на военную службу в 1939 году. Прошёл путь от рядового пулемётчика до майора МНРА. Вышел в отставку в 1972 году.
Участвовал в Освободительной войне 1945 года в качестве минометчика бронетанковой бригады МНРА, сражался, был пять раз ранен.
В 1946—1947 годах прошел военно-командные курсы.
Неоднократно избирался депутатом Великого народного хурала. Был депутатом 15-го съезда Монгольской народно-революционной партии.
26 сентября 1945 года за отличие в советско-японской войне Дашийн Данзанванчиг решением правительства МНР был удостоен звания Героя Монгольской Народной республики.

## Награды
- Герой Монгольской Народной Республики
- Орден Сухэ-Батора,
- Орден «За боевые заслуги» (Монголия)
- Орден Красного Знамени (Монголия)
- Орден Полярной звезды (Монголия)

ордена СССР
- Орден Красного Знамени
- Орден Октябрьской Революции
- медали СССР и МНР

## Память
- В г. Сайншанд центре аймака Дорноговь ему сооружён памятник.